# Orientare (geometrie)

Schimbarea orientării unui solid rigid este identică cu rotația sistemului de referință atașat lui

În geometrie orientarea, poziția unghiulară sau direcția unui obiect geometric, cum ar fi o dreaptă, un plan sau un corp sunt noțiuni care fac parte din descrierea situării acelui obiect în spațiul euclidian pe care îl ocupă. Mai exact, ele se referă la o ipotetică rotație de care ar fi nevoie pentru plasarea obiectului în poziția curentă față de o poziție de referință. Este posibil ca o rotație să nu fie suficientă pentru a ajunge la poziția curentă, putând fi necesar să se facă și o ipotetică translație. Împreună, locul și orientarea descriu complet modul în care obiectul este plasat în spațiu. Rotația și translația menționate mai sus pot să apară în orice ordine, deoarece orientarea unui obiect nu se schimbă atunci când este translat, iar locul său nu se schimbă când este rotit.
Teorema de rotație a lui Euler⁠(d) arată că în spațiul tridimensional orice orientare poate fi realizată cu o singură rotație în jurul unei axe fixe⁠(d). Aceasta oferă unul dintre modurile uzuale de reprezentare a orientării folosind o reprezentare axă–unghi⁠(d). Alte metode utilizate pe scară largă sunt cuaternionii de rotație⁠(d), unghiurile lui Euler sau matricile de rotație. Utilizările mai specializate folosesc indici Miller⁠(d) în cristalografie, azimut și înclinare în geologie și panta⁠(d) pe hărți și indicatoare. Versorii pot fi utilizați și ei pentru a reprezenta orientarea unui obiect.
Tipic, orientarea este legată de un sistem de referință, uzual în coordonate carteziene.

## Reprezentări matematice

### În spațiul tridimensional
În general, poziția și orientarea în spațiu a unui solid rigid sunt definite ca poziția și orientarea sistemului de referință atașat acelui corp (sistemul de referință local al corpului sau sistemul local de coordonate) în raport cu sistemul de referință principal, și, prin urmare, se translează și se rotește împreună cu corpul. Sunt necesare cel puțin trei valori independente pentru a descrie orientarea acestui sistem local. Alte trei valori descriu poziția unui punct al corpului. Toate punctele corpului își schimbă poziția în timpul unei rotații, cu excepția celor situate pe axa de rotație. Dacă corpul are simetrie de rotație nu toate orientările sunt distincte, cu excepția observării modului în care orientarea evoluează în timp de la o orientare de pornire cunoscută. De exemplu, orientarea în spațiu a unei drepte, segment de dreaptă sau vector poate fi specificată prin numai cu două valori, de exemplu două cosinusuri directoare. Un alt exemplu este poziția unui punct pe Pământ, adesea descrisă folosind orientarea unei drepte care îl unește cu centrul Pământului, măsurată folosind cele două unghiuri de longitudine și latitudine. De asemenea, orientarea unui plan poate fi descrisă și cu două valori, de exemplu prin specificarea orientării unei drepte normale pe acel plan sau utilizând azimutul și înclinarea.

### În spațiul bidimensional
Într-un spațiu bidimensional orientarea unui obiect (dreaptă, vector sau figură plană) este definită de o singură valoare: unghiul cu care este rotit. Există un singur grad de libertate și un singur punct fix în jurul căruia are loc rotația.

## Solidul rigid în spațiul tridimensional
Au fost dezvoltate mai multe metode pentru a descrie orientările unui corp în spațiul tridimensional, rezumate în următoarele secțiuni.

Unghiurile lui Euler, una dintre posibilitățile de a descrie orientarea

### Unghiurile lui Euler
Prima încercare de a reprezenta o orientare este atribuită lui Leonhard Euler. El și-a imaginat trei cadre de referință care ar putea să se rotească unul față de altul și și-a dat seama că pornind de la un sistem de referință fix și efectuând trei rotații ar putea obține orice alt sistem de referință din spațiu (folosind două rotații pentru a defini axa verticală și alta pentru a defini celelalte două axe). Valorile acestor trei rotații se numesc unghiurile lui Euler.

Unghiurile Tait–Bryan, altă posibilitate de a descrie orientarea

#### Unghiurile Tait–Bryan
Acestea sunt trei unghiuri, cunoscute sub denumirea de unghi de girație (în engleză yaw), unghi de tangaj (în engleză pitch) și unghi de ruliu (în engleză roll). Din punct de vedere matematic acestea constituie un set de șase posibilități în interiorul celor douăsprezece seturi posibile de unghiuri Euler, fiind cea mai utilizată metodă pentru descrierea orientării unui vehicul, cum ar fi un avion. În ingineria aerospațială, acestea sunt denumite de obicei „unghiuri Euler”.

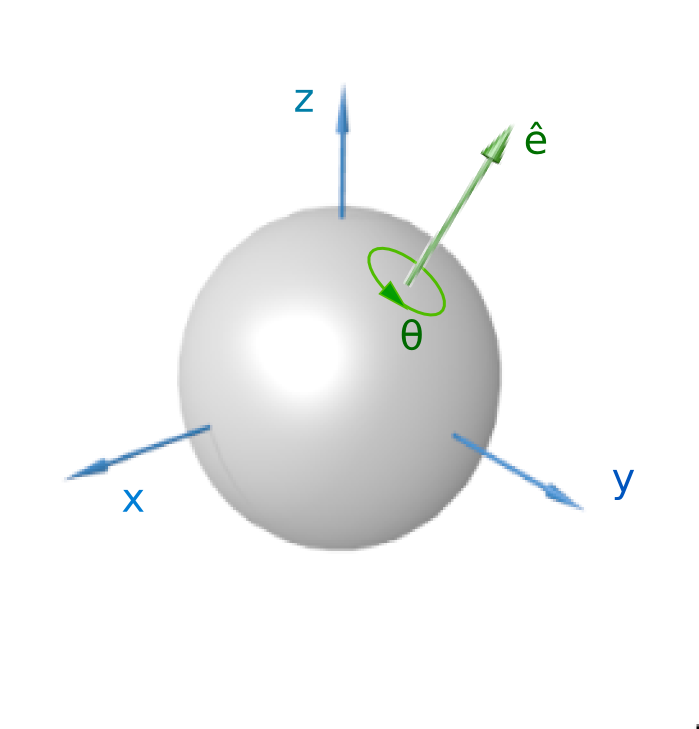
O rotație reprezentată de o axă și un unghi

### Vector de orientare
De asemenea, Euler a înțeles că compunerea a două rotații este echivalentă cu o singură rotație în jurul unei anumite axe, diferită de axele de coordonate (teorema de rotație a lui Euler). Compunerea celor trei unghiuri trebuie să fie egală cu o singură rotație, însă a cărei axă a fost complicat de calculat până la dezvoltarea matricilor.
Bazat pe acest fapt, el a introdus un mod vectorial de a descrie orice rotație, printr-un vector orientat în direcția axei de rotație, cu modulul egal cu valoarea unghiului de rotație. Prin urmare, orice orientare poate fi reprezentată de un vector de rotație (numit și vectorul Euler). Când este utilizat pentru a reprezenta o orientare, vectorul de rotație este denumit vector de orientare.
O metodă similară, numită reprezentare axă–unghi⁠(d), descrie o rotație sau o orientare folosind un versor aliniat cu direcția axei de rotație și o valoare care indică unghiul de rotație (v. figura).

### Matrice de orientare
Odată cu introducerea matricilor teoremele lui Euler au fost rescrise. Rotațiile au fost descrise de matrici ortogonale, denumite matrici de rotație⁠(d). Când este utilizată pentru a reprezenta o orientare, o matrice de rotație este denumită matrice de orientare.
Vectorul Euler menționat mai sus este vectorul propriu al unei matrice de rotație (o matrice de rotație are o valoare proprie reală unică). Produsul a două matrici de rotație este compunerea rotațiilor. Prin urmare, ca și înainte, orientarea poate fi dată ca rotație de la sistemul inițial la sistemul descris.
Spațiul de configurare  al unui obiect nesimetric din spațiul n-dimensional este SO(n) × Rn. Orientarea poate fi vizualizată prin atașarea unei baze de vectori tangenți unui obiect. Direcția în care indică fiecare vector determină orientarea acestuia.

### Cuaternion de orientare
Alt mod de a descrie rotațiile este folosirea cuaternionilor de rotație. Ei sunt echivalenți cu matricile de rotație și vectorii de rotație. În ceea ce privește vectorii de rotație, aceștia pot fi convertiți mai ușor în și din matrici. Atunci când sunt utilizați pentru a reprezenta orientări, cuaternionii de rotație sunt numiți cuaternioni de orientare.

## Plane în spațiul tridimensional

Plane cu diferiți indici Miller în cristale cubice

### Indici Miller
În spațiul tridimensional poziția unei familii de plane dintr-o rețea cristalină se poate defini prin normala la un plan din acea familie și este descrisă de indicele Miller (hkl).

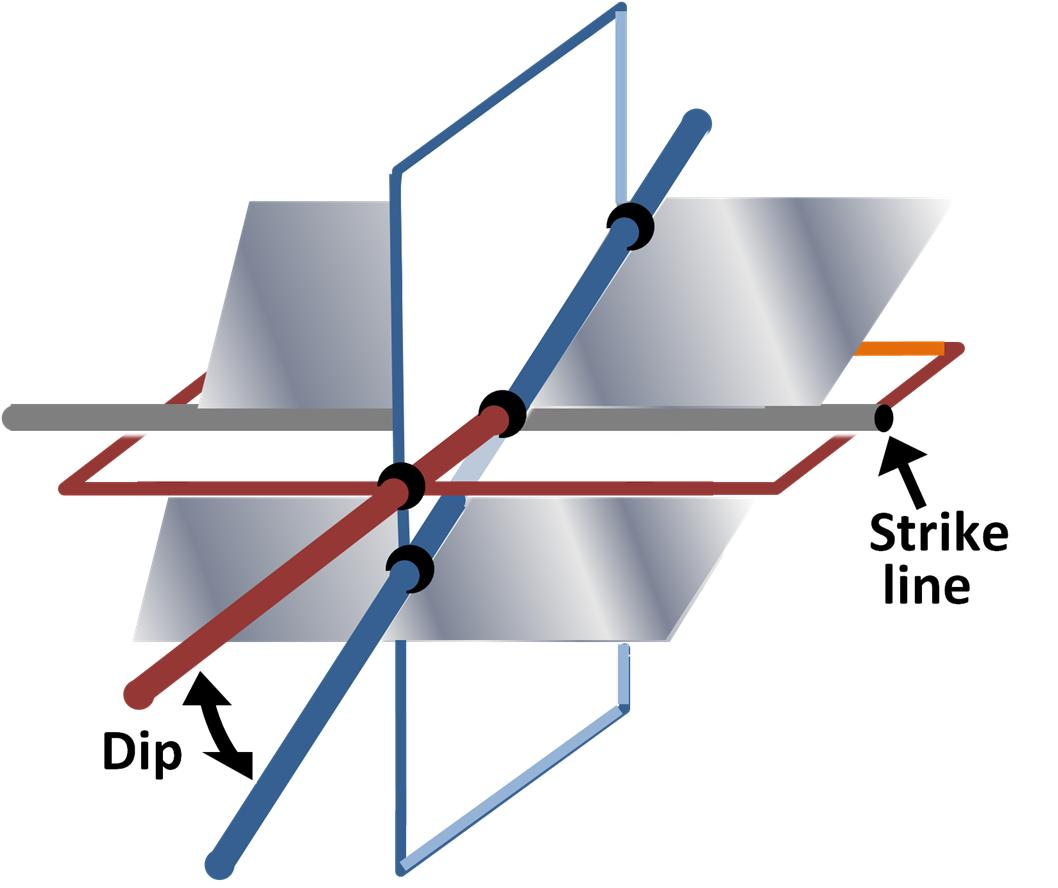
Dreptele de azimut și înclinare care descriu poziția unui plan de falie față de un plan orizontal și un plan vertical perpendicular linia de azimut

### Azimut și înclinare
Multe caracteristici geologice sunt plane sau drepte, iar orientarea lor poate fi specificată prin două unghiuri. Pentru o dreaptă acestea sunt direcția dată de busolă și unghiul de pantă (coborâre) făcut cu orizontala.
Pentru un plan, cele două unghiuri sunt definite de dreapta de azimut (în engleză strike line) și înclinare (în engleză dip). Dreapta de azimut este intersecția unui plan orizontal cu caracteristica observată (de exemplu un plan de falie), deci este o dreaptă orizontală. Azimutul ei este unghiul pe care-l face cu nordul geografic sau cu cel magnetic (trebuie specificat care a fost nordul folosit). Înclinarea este unghiul dintre un plan orizontal și planul caracteristicii observate, așa cum este el observat într-un al treilea plan, vertical, perpendicular pe linia de azimut.

## Exemple de folosire

### Solid rigid

Orientarea unui solid rigid este descrisă de trei unghiuri

Orientarea unui solid rigid este descrisă, de exemplu, de orientarea sistemului local atașat solidului față de sistemul de referință. Orientarea este descrisă de trei coordonate. O schemă de orientare a unui corp rigid se bazează pe rotația axelor corpului; trei rotații succesive în jurul axelor sistemului de referință fix, stabilind astfel unghiurile lui Euler ale corpului. Alta se bazează pe unghiurile de girație, tangaj și ruliu, deși acești termeni se referă și la dinamica zborului.